# 线叶落檐属
线叶落檐属（学名：Fenestratarum）是天南星科的一个属，是种开花植物，原产于婆罗洲。目前只有两种已知物种，它们分布在不同的土壤类型（砂岩和玄武岩）上，相距600公里，而且每种都仅限于一个当地种群。

## 下属物种
目前接受的物种包括：
- Fenestratarum culum P.C.Boyce & S.Y.Wong
- Fenestratarum mulayadii P.C.Boyce & S.Y.Wong